# Choralpassion (Distler)
Die Choralpassion, op. 7, ist ein geistliches Chorwerk des deutschen Komponisten und Kirchenmusikers Hugo Distler. Es stammt aus dem Jahre 1932 und wurde am 29. März 1933 in Berlin mit dem Bach-Chor unter der Leitung von Wolfgang Riemann uraufgeführt. Kurz darauf entstand die Weihnachtsgeschichte von Distler. Die Aufführung der Choralpassion dauert rund 55 Minuten. Die Besetzung (fünfstimmiger gemischter Chor / SSATB) ist, ähnlich den Passionen von Heinrich Schütz, rein vokal.

## Gliederung
Die Passion folgt den sieben Strophen des Chorals: „Jesu, deine Passion will ich jetzt bedenken“.
I. Der Passion erster Teil: Der Einzug
II. Der Passion zweiter Teil: Judas und der Pharisäer Rat
III. Der Passion dritter Teil: Das Abendmahl
IV. Der Passion vierter Teil: Gethsemane
V. Der Passion fünfter Teil: Kaiphas
VI. Der Passion sechster Teil: Pilatus
VII. Der Passion letzter Teil: Golgatha

## Hintergrund
Nach 1920 wurden die Werke von Heinrich Schütz wieder neu entdeckt und gepflegt. Insbesondere die jugendliche Singbewegung wandte sich vom spätromantischen Musizieren ab und suchte neu die barocken und liturgienahen Vertonungen, die a cappella vorgetragen wurden. Gerade die Choralpassion ist von diesen Vorbildern geprägt.
Großen Eindruck hinterließ auf Hugo Distler auch in Lübeck die alljährliche Aufführung der Matthäuspassion von Heinrich Schütz regelmäßig am Karfreitag.
Hugo Distler schreibt: "Der Gedanke einer Darstellung der Passionsgeschichte in zeitgemäßer Gewandung, doch im Geist der alten durch Schütz zu herrlicher Vollendung geführten a-cappella-Passion, die in der Verwendung der Mittel sich zugunsten einer volkhaften, allgemeinverständlichen, lapidaren, ebenso primitiven wie eindringlichen Sprache befleißigt: dieser Gedanke war es, der die Entstehung der vorliegenden a-cappella-Passion veranlasste".
Die Chöre des Volkes haben dramatische Eindringlichkeit, "wie sie im Werk Distlers in dieser Direktheit nicht wieder erreicht wurde," bemerkt Willi Gundlach. Distler selbst spricht von "unerbittlicher Sachlichkeit und grausige Kürze".

„Ein Werk von faszinierender Geschlossenheit und zwingender dramatischer Gestaltung, das zu den überzeugendsten Werken der damals jungen Musikbewegung gehört.“

## Ausgabe
- Hugo Distler: Choral-Passion: opus 7; für 5stimmigen gemischten Chor a cappella und zwei Vorsänger (Evangelist, Jesus); nach den vier Evangelien der Heiligen Schrift. Singpartitur. 18. Auflage. Bärenreiter-Verlag, Kassel 2009, ISMN 979-0-006-40407-0 (BA 633)